# Shandao

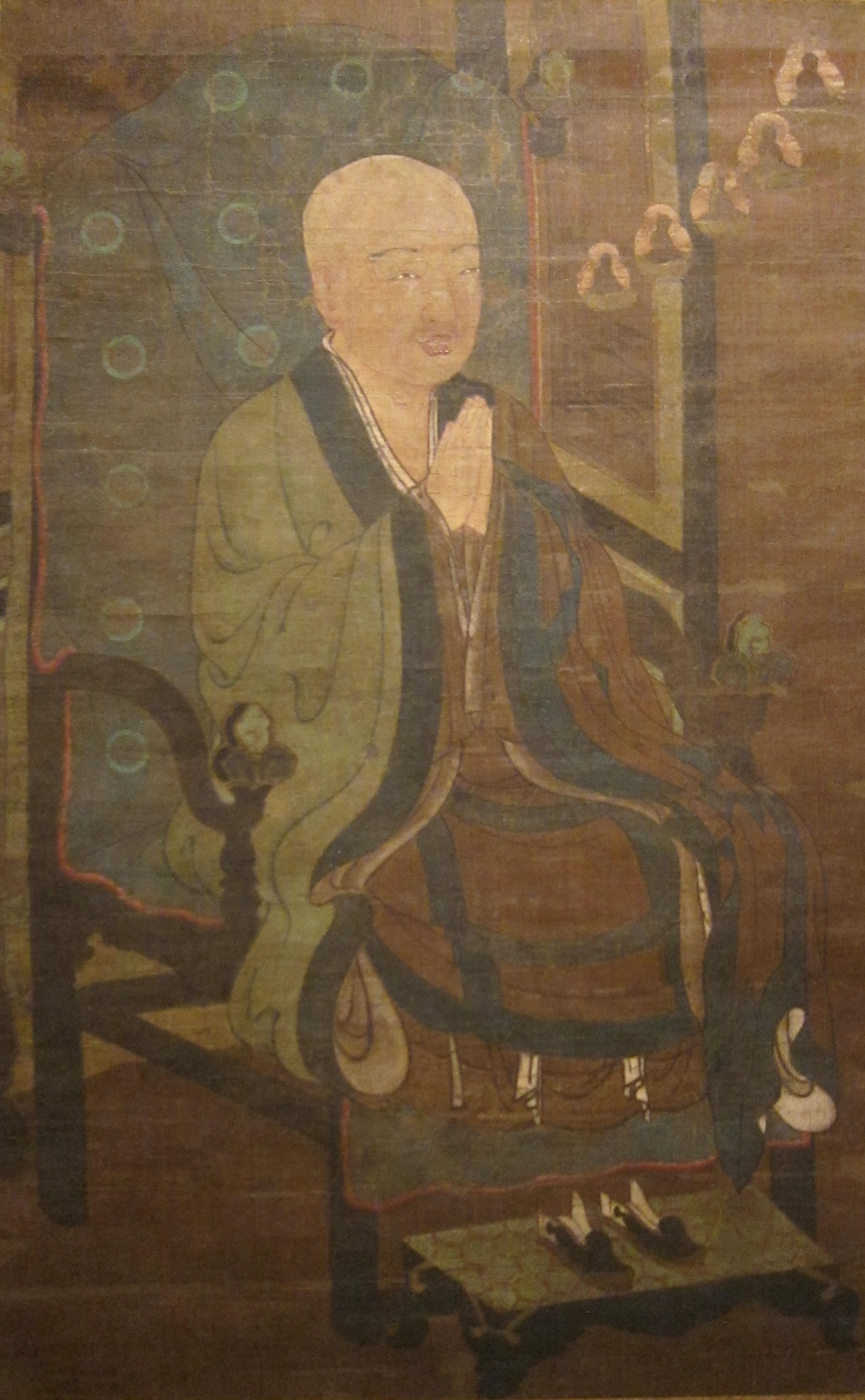
Retrato de Shandao recitando el nombre de Amitabha, período Nanbokuchō,, Japón, rollo colgante; tinta, color y oro sobre seda, colección privada.

Shandao (chino ː 善導大師; pinyin, shàndǎo dàshī; 613–681) fue un monje budista erudito chino y una figura influyente del Budismo de la Tierra Pura de Asia Oriental.
Shandao fue uno de los primeros autores de la escuela Tierra Pura en argumentar que todas las personas comunes, e incluso la persona más malvada, pueden renacer en la tierra pura confiando en el poder kármico de los votos pasados del Buda Amitābha.Shandao también fue uno de los primeros autores de la Tierra Pura en enseñar la primacía de recitar fielmente el nombre de Amitābha (Ch: nianfo). Shandao vio esta práctica como suficiente para el nacimiento en la tierra pura, y como la práctica suprema (incluso más importante que la meditación).Esto, junto con los esfuerzos de Shandao para enseñar a los laicos de diversas maneras, como la difusión de pinturas de la tierra pura, hizo que el budismo de la Tierra Pura fuera mucho más accesible y popular entre la gente común.
Varios eruditos modernos consideran a Shandao como la figura central de la tradición china de la Tierra Pura. Según Alfred Bloom, Shandao "sistematizó el pensamiento de la Tierra Pura y lo llevó a su punto más alto de desarrollo en China"
Los escritos de Shandao tuvieron una gran influencia en maestros posteriores de la Tierra Pura, especialmente sus enseñanzas sobre la recitación del nombre del Buda y sobre la fe.También es muy importante para los fundadores japoneses de la Tierra Pura, Hōnen y Shinran. En Jōdo Shinshū, se le considera el quinto patriarca, mientras que en el budismo chino de la Tierra Pura, se le considera el segundo patriarca después de Lushan Huiyuan. Shandao fue tan influyente en la tradición de la Tierra Pura que finalmente llegó a ser visto como una manifestación del Buda (un nirmāṇakāya).

## Biografía
Existen varias fuentes para la biografía de Shandao, la más antigua y fiable es Biografías Adicionales de Monjes Eminentes (T 2060) de Daoxuan (596-667), un contemporáneo de Shandao que también residió con él en el monte Zhōngnán.
Lo más probable es que Shandao (nombre laico: Chu) naciera en el año 613, en la actual provincia china de Shandong. Se hizo monje budista (bikhsu) muy pronto bajo la tutela del maestro Mingsheng de Mizhou. Con su maestro, Shandao estudió el Sutra del Loto y el Sutra de Vimalakirti.
Según algunas fuentes, una vez vio una imagen de la tierra pura y esto lo inspiró a alcanzar el nacimiento en la tierra pura por primera vez. Tras recibir los preceptos monásticos completos, Shandao (que ahora tenía veinte años) leyó la Sutra de la Contemplación junto con su maestro de vinaya Miaokai y llegó a la conclusión de que las prácticas budistas distintas del método de la tierra pura eran demasiado inciertas y difíciles. A continuación pasó algún tiempo viajando, visitando templos y maestros. Se dice que visitó el monte Lu durante este periodo.
Alrededor del año 633, Shandao también estudió en el monasterio de Wu-chen, en el monte Zhōngnán, cerca de la capital de Chang'an (la moderna Xi'an), un centro de práctica de la meditación de la tierra pura. Este monasterio había sido construido por los seguidores de Ching yeh (564 616), discípulo directo de Jingying Huiyuan (c. 523-592). Jingying Huiyuan era un gran erudito que había escrito comentarios sobre el Sutra Amitayus y el Sutra de la Contemplación. Según Tanaka, la formación de Shandao en este monasterio le dio la oportunidad de estudiar las obras de este erudito y las obras de Shandao muestran la influencia de Huiyuan.También se dice que meditó en visualizaciones de la Tierra Pura y alcanzó un profundo samadhi.
En algún momento entre 633 y 645 (las fuentes discrepan en la datación), Shandao visitó el famoso templo Xuánzhōng, un importante templo de los maestros budistas de la Tierra Pura Tanluan y Daochuo (562-645).Shandao conoció a Daochuo, y se inspiró para convertirse en discípulo de Daochuo.

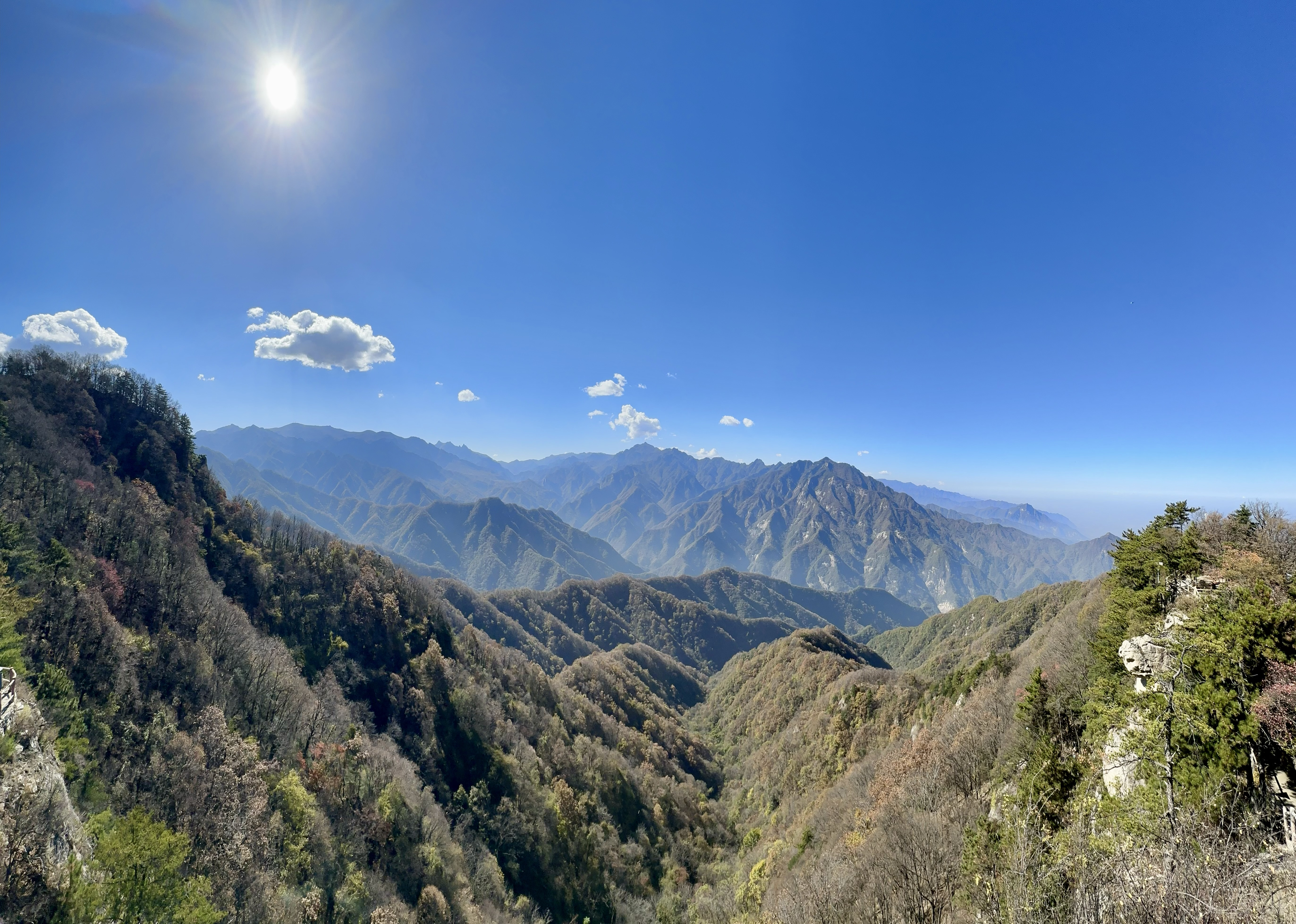
Vista de las montañas de Zhōngnán

Tras la muerte de Daochuo en 645, Shandao regresó al templo de Wu-chen y también viajó a la capital imperial de Chang'an (Shaanxi) para predicar el budismo de la Tierra Pura. Durante 30 años, Shandao predicó las enseñanzas de la Tierra Pura a la población laica de la ciudad, enseñándoles a cantar el nianfo (el nombre de Amitabha), copiando los sutras de la Tierra Pura numerosas veces, distribuyendo copias del sutra de Amitabha, haciendo muchas pinturas de la tierra pura, restaurando monasterios y escribiendo libros. Shandao insistia en que recitar el nombre de Buda era la práctica más sencilla para alcanzar el nacimiento en la tierra pura.  Shandao enseñó por igual a hombres y mujeres de todas las clases, e incluso se dice que carniceros y vendedores de vino siguieron sus enseñanzas.
Shandao vivió en Chang'an durante más de 30 años. Las fuentes chinas indican que era un estricto practicante del nianfo (recitación del nombre de Buda) y de la meditación pratyutpanna samadhi, además de dedicar gran parte de su tiempo a prácticas devocionales a Buda, como la circunambulación (alrededor de una estatua de Buda) y la recitación de los sutras.También observaba estrictamente los preceptos éticos budistas. A pesar de su estricta y exigente práctica espiritual, Shandao seguía considerándose una persona mundana ordinaria (pṛthagjana), y escribió: «ciertamente, yo mismo soy un prthagjana pecador». Así pues, seguía creyendo que él (junto con la mayoría de la gente) necesitaba confiar en el poder compasivo del Buda Amitabha para alcanzar la Budeidad.
Las actividades de Shandao en la zona de la capital Chang'an se centraron en torno a cuatro monasterios principales: El templo Wu-chen en el monte Zhōngnán (40 km al sureste de la ciudad de Chang'an), el templo Guang Ming, el templo Tz'u-en (durante la época en que Xuanzang habría residido aquí) y el templo Shih-chi. También visitó Luoyang, donde supervisó la construcción de la gran estatua de Buda Vairocana en las Grutas de Longmen.
Las fuentes chinas describen a Shandao como un hombre que llevaba una vida ascética muy sencilla. Prefería mendigar su comida y no tenía una habitación para él solo. Cumplía estrictamente las reglas monásticas de vinaya y se desprendía de todas sus posesiones y regalos. Comía lo más simple y basto y daba lo mejor a los demás, evitando incluso los productos lácteos.
A lo largo de su vida, Shandao escribió cinco importantes obras sobre el Budismo de la Tierra Pura. Su comentario sobre el Sutra de la Contemplación es el más influyente.

## Enseñanzas
Shandao sintetizó las enseñanzas de los anteriores budistas chinos de la Tierra Pura, como Tanluan y Daochuo, pero también introdujo nuevas ideas fundamentales para las tradiciones de la Tierra Pura. Las cuatro ideas clave del pensamiento de Shandao son:
1. Todos los seres pueden alcanzar el nacimiento en la tierra pura, sin importar lo malvados o engañados que estén, pronunciando el nombre del Buda con fe. Una vez nacidos allí, todos los seres pueden percibir por igual la tierra pura de Amitabha (Sukhāvatī) en su verdadera forma (como «tierra de recompensa»). Este logro no depende de las cualidades meditativas ni del nivel de purificación del practicante, sino de los votos y el mérito de Buda.[29]
2. Los diez nianfos citados tanto en las sutras de la Tierra Pura (como la necesidad básica para alcanzar el renacimiento en la tierra pura) son recitaciones orales (kǒuchēng 口稱, también llamados los «diez sonidos», shíshēng 十聲). Las interpretaciones anteriores eran más ambiguas a la hora de interpretar el significado del término niàn (念). Shandao fue el primero en definirlos como «sostener oralmente el nombre de Amitāyus» (kǒuchēng Mítuó mínghào 口稱彌陀名號).[30]Shandao aplica incluso esta interpretación en los casos en que un texto no establece claramente que nian se refiere a la repetición oral.[30]
3. Los nueve niveles de renacimiento en la tierra pura de los que habla el Sutra de Contemplacion son logrados por personas comunes, no por sabios nobles (āryā). El nivel más bajo incluye incluso a personas que han cometido los peores males pero se han convertido y han dicho el nianfo deseando renacer en la tierra pura.[31]
4. El renacimiento en la tierra pura se produce principalmente a través de la potencia del voto de Amitabha más que por los propios esfuerzos. Shandao escribe que los votos son «la causa directa y potenciadora» (zēngshàng yuàn 增上緣) del renacimiento en la tierra pura. La mayoría de los autores anteriores (excepto Tanluan) habían sostenido que Amitabha se limita a crear la tierra pura, pero que son nuestras propias acciones y méritos los que nos llevan allí.[32]

### Principales prácticas
Shandao aborda la práctica de la Tierra Pura de diversas maneras. Su esquema más general es el que divide las prácticas en práctica primarias (zhengxing) y diversas (zaxing).Para Shandao, las prácticas primarias de la Tierra Pura son:
1. Recitación devota de los sutras de la Tierra Pura
2. Meditación concentrada y visualización de Amitabha y la tierra pura
3. Adoración e reverencia exclusiva ante Amitabha
4. Recitar exclusivamente el nombre de Amitabha (nianfo)
5. Cantar alabanzas y hacer ofrendas a Amitabha

Shandao subraya aún más la importancia del nianfo, la recitación oral del nombre de Buda (en chino: Nāmó Ēmítuófó, 南無阿彌陀佛, «Homenaje al Buda Amitabha»), clasificándolo como la «acción principal» (zhengye), mientras que llama a las otras cuatro prácticas «auxiliares» (zhuye). Esto indica que, para él, la recitación del nombre de Amitabha es la práctica más importante.

Como escribe Shandaoː
Si los seres tienen presente al Buda y cantan su nombre, éste elimina los pecados que han ido acumulando durante mucho tiempo. Además, cuando sus vidas están a punto de terminar, el Buda, junto con los bodhisattvas que lo acompañan, aparece y les da la bienvenida [a la Tierra Pura]. Nunca volverán a ser pervertidos por las diversas formas de karma pecaminoso [después de haber nacido en la Tierra Pura]. Por lo tanto, llamamos a esto el «factor dominante». Aunque algunas otras prácticas puedan ser saludables, si las comparamos con la práctica de cantar el nombre del Buda Amitabha, esta última es, más allá de toda comparación, la mejor.
Las prácticas misceláneas, por otra parte, incluyen todas las demás prácticas, entre ellas el cumplimiento de los preceptos budistas, la realización de actos meritorios, otras formas de meditación budista, etc.Según Shandao, aún podemos alcanzar el renacimiento en la tierra pura dedicando el mérito de estas prácticas misceláneas al nacimiento en la tierra pura, pero no son las prácticas principales.

### Meditación y recitación
En el Comentario de Shandao al Sutra de la Contemplación, escribe que la intención esencial del sutra es tanto la contemplación meditativa de Buda (chː guanfo) como el recuerdo de Buda (nianfo). Divide la sección principal del sutra en dos partes: las enseñanzas meditativas y las no meditativas, términos que toma prestados de Jingying Huiyuan. Sin embargo, a diferencia de Huiyuan (que sostenía que las enseñanzas meditativas incluían las dieciséis contemplaciones enseñadas en el sutra), Shandao sostiene que sólo las trece primeras contemplaciones forman parte de la enseñanza meditativa, mientras que las otras tres (centradas en los nueve grados de renacimiento en la tierra pura) son no meditativas y se basan en el nianfo.
Aunque la enseñanza de Shandao se centra en el nianfo vocal (recitar «Namo Amitabha Buda»), también practicó y enseñó el nianfo meditativo en sus escritos, al igual que hicieron figuras anteriores de la Tierra Pura como Tanluan y Daochuo. Se trataba de una práctica que se realizaba generalmente en un retiro de varios días en el que se recitaba y meditaba intensamente sobre la forma corporal de Amitabha para alcanzar un estado de samadhi. Se basaba en sutras como el Pratyutpannasamādhi, y el Guānfó sānmèi hăi jīng (Sūtra sobre el Océano de Samādhi de la Contemplación de Buda).Dos inscripciones de poco después de la muerte de Shandao indican que era conocido por sus proezas meditativas, ya que lo llaman «Maestro de meditación (chan) Shandao» y «Gran Maestro de Preceptos Shandao que ha realizado el samadhi».

Sin embargo, Shandao considera claramente que el nianfo vocal es la mejor práctica, ya que es accesible a todos, como escribe en sus Versos de alabanza por el renacimiento en la Tierra Pura:
Porque los seres sensibles están cargados de pesados obstáculos: sus mundos conscientes son limitados; sus mentes son toscas; sus sentidos están perturbados y sus espíritus son frívolos. Así, la meditación es difícil de observar. Por ello, el Gran Sabio les instó compasivamente a que cantaran exclusivamente el nombre. Precisamente porque cantar el nombre es fácil, pueden hacerlo continuamente y alcanzar el nacimiento en la Tierra Pura.
Además, al comentar en el Sutra de la Contemplación, después de admitir que el sutra enseña tanto la meditación como la recitación, Shandao escribe: «si vemos [el sutra] desde el punto de vista de la intención del voto esencial del Buda Amitaba, nos damos cuenta de que el propósito del texto es hacer que todos los seres sintientes canten de todo corazón y exclusivamente el nombre del Buda Amitaba.» Así, Shandao eleva claramente el nianfo vocal como práctica suprema por encima de todas las demás.Según Joji Atone, la promoción por parte de Shandao del canto del nianfo como práctica superior a la meditación constituyó una importante innovación en la historia del budismo de Asia oriental.

### Otras prácticas
En su Himnos en alabanza del nacimiento, Shandao también enseñó las «cinco prácticas conscientes» y los «cuatro modos de práctica» (四修).Las cinco prácticas conscientes, que Shandao cita directamente del Discurso sobre la Tierra Pura de Vasubandhu (Jìngtǔ lùn 浄土論) son: (1) adorar reverencialmente a Amitabha con mente concentrada y hacer ofrendas; (2) alabar la gloria de Amitabha y su tierra pura; (3) concentrarse, contemplar y pensar en Amitabha y en los seres nobles de la tierra pura; (4) aspirar a nacer en la tierra pura con corazón sincero; y (5) concentrarse y regocijarse en tus buenas acciones y en las buenas acciones realizadas por todos los seres y dedicar el mérito de todas las buenas acciones al nacimiento en la Tierra Pura.
Los Cuatro Modos de Práctica descritos por Shandao son los siguientes:
1. Práctica reverencial: venerar a Buda y a los bodhisattvas.
2. Práctica exclusiva: concentrarse exclusivamente en recitar el nombre de Buda, contemplar, tener presente y adorar exclusivamente al Buda Amitabha.
3. Práctica ininterrumpida: venerar, adorar, recitar, alabar, contemplar y aspirar al nacimiento en la tierra pura con concentración y sin interrupción. Si los pensamientos negativos te llevan por mal camino, practica el arrepentimiento sin demora.
4. «Realiza estos actos continuamente con determinación hasta el final de tu vida; ésta es una práctica a largo plazo».

Además del nianfo, Shandao promovió otras prácticas textuales, meditativas y rituales. El tratado de Shandao, «La meritoria puerta del Dharma del Samādhi que implica la contemplación de las marcas oceánicas del Buda Amitābha» hace hincapié en el samādhi y la práctica ritual. Del mismo modo, el Fǎshì Zàn (法事讚) de Shandao se centra en la recitación ritual del Sutra de Amitabha ante un altar con una estatua de Buda.Shandao también practicó la copia de los sutras de la tierra pura. El Xu Gaoseng zhuan contiene una biografía de Shandao en la que se afirma que «tras su entrada en la capital, predicó ampliamente sus enseñanzas. Transcribió el Amituo jing (Sutra de Amitabha) muchas decenas de miles de veces.»
En numerosos pasajes, Shandao también hace hincapié en la práctica del arrepentimiento como una práctica importante que puede unirse a la recitaciónn del nianfo y puede eliminar todo nuestro mal karma.Shandao también era conocido por ser un practicante que se dedicaba a prácticas ascéticas como no acostarse nunca a dormir y practicar constantemente el samādhi y la actividad ritual, y se dice que aconsejaba a otras personas que hicieran lo mismo.

### La mente triple
Un elemento clave de las enseñanzas de Shandao es su énfasis en la fe o la confianza, que él consideraba necesaria para obtener el nacimiento en la tierra pura.Shandao explica la fe a través del esquema de la triple mente (三心), que indica la actitud mental fiel (la «mente verdadera») necesaria para alcanzar el renacimiento en la tierra pura. Esto se deriva de un pasaje del Sutra de la Contemplación de Amitayus que afirma que los seres que nacen en el grado más elevado son «seres que resuelven nacer en esa tierra, despiertan la mente triple y así nacen allí». El sutra continúa explicando que las tres son: «primero, una mente sincera; segundo, una mente profunda; y tercero, una mente que busca nacer allí transfiriendo el propio mérito. Aquellos que tienen estos tres tipos de mente ciertamente nacerán allí».

Los dos elementos clave de la fe para Shandao son, en última instancia, (1) la aceptación de nuestra mente limitada y viciada y (2) la fe en el infinito poder compasivo de Buda para salvarnos. En Himnos en alabanza del nacimiento, Shandao explica la mente triple que se requiere para alcanzar el nacimiento en la tierra pura de la siguiente manera:
Primero, la mente sincera es adorar a ese Buda con acto corporal, alabarlo y glorificarlo con acto verbal, y concentrarse en él y contemplarlo con acto mental. Al realizar esos tres tipos de actos, se requiere que seas sincero. Por eso esto se llama la «mente sincera». En segundo lugar, la mente profunda es la fe verdadera que acepta que eres una persona ordinaria llena de malas pasiones, poseedora de pocas raíces de bien, sujeta a la transmigración en los tres mundos e incapaz de escapar de la «casa en llamas». Sin embargo, ahora reconoces el hecho de que el voto primordial universal de Amitabha asegura definitivamente el nacimiento en la tierra pura para aquellos que recitan el Nombre incluso diez veces o hasta una vez. Puesto que no albergas ni un solo pensamiento de duda, este estado mental se llama la «mente profunda». En tercer lugar, esta aspirar al nacimiento a través de la transferencia de todas las raíces del bien hacia él. Por lo tanto, este estado mental se denomina «aspirar al nacimiento a través de la transferencia de méritos». Aquellos que poseen las tres mentes infaliblemente alcanzan el nacimiento. Si falta una de ellas, no se puede alcanzar el nacimiento.
Además, en su comentario al Sutra de la Contemplación, Shandao indica que la verdadera mente de fe incluye el compromiso ético de evitar el mal y hacer el bien:
Hay dos tipos de beneficio verdadero para uno mismo: En primer lugar, dentro de la mente verdadera uno debe prevenir y descartar todos los diversos males de el yo y el otro, las tierras contaminadas, etc., y pensar «así como todos los bodhisattvas previenen y descartan todos los diversos males, yo también lo haré»..... Uno debe necesariamente descartar el mal en los tres tipos de acción [corporal, verbal, mental] dentro de la mente de la verdad. Asimismo, cuando uno hace el bien, debe hacerlo necesariamente dentro de la mente de la verdad.
Sin embargo, Shandao también tiene claro que la acción ética, por buena que sea, no conducirá al nacimiento en la tierra pura. Por ello, advierte contra el mero hecho de hacer el bien exteriormente, contra hacer el bien de forma pretenciosa y esforzada. A esta acción egocéntrica la denomina «bien contaminado con veneno», por lo que no debemos confiar en nuestras buenas acciones ni en otras cualidades individuales, sino en el poder del voto de Amitabha.Para Shandao, cualquiera que busque la Budeidad debe reconocer que «uno es un ser malvado y ordinario», y entonces, cuando «uno se entrega sin dudas ni vacilaciones al poder de los votos [del Buda]», alcanzará definitivamente el nacimiento en la tierra pura.

### La tierra pura

Una pintura china de la tierra pura

Shandao también defendió la opinión de que Amitabha es un cuerpo de recompensa (samboghakaya), una forma divina trascendente. De este modo, se oponía a una idea común, que consideraba a Amitabha como un cuerpo de transformación (nirmanakaya) con una duración de vida limitada.Esta postura se encuentra en su comentario al Sutra de la Contemplación, en el que afirma que Sukhavati «es una [tierra] de recompensa y no una [tierra] de transformación. ¿Cómo se sabe esto? Es como se explica en el sutra Mahayanabhisamaya* [大乘同性經 Dàchéng Tóngxìng Jīng, T.673], Sukhavati en el occidente y Buda Amitabha son [respectivamente] Buda de la recompensa y tierra de la recompensa».
Shandao también afirma que, aunque esta tierra pura era una gloriosa tierra de recompensa, no sólo era accesible a Budas y bodhisattvas (una característica común de los campos búdicos samboghakaya en algunas fuentes Mahayana), sino que en realidad era accesible a todos los seres. Esto se debe a que el poder de los votos de Amitabha puede llevar a todos los seres a la Tierra Pura.
Así pues, el poder del Buda Amitabha es la causa principal del nacimiento. De hecho, Shandao escribe que todas las personas mundanas ordinarias (prthagjanas) «dependen del poder del karma del gran voto del Buda Amitabha, que consideran la condición esencial [para su nacimiento]».

### Los nueve grados del renacimiento

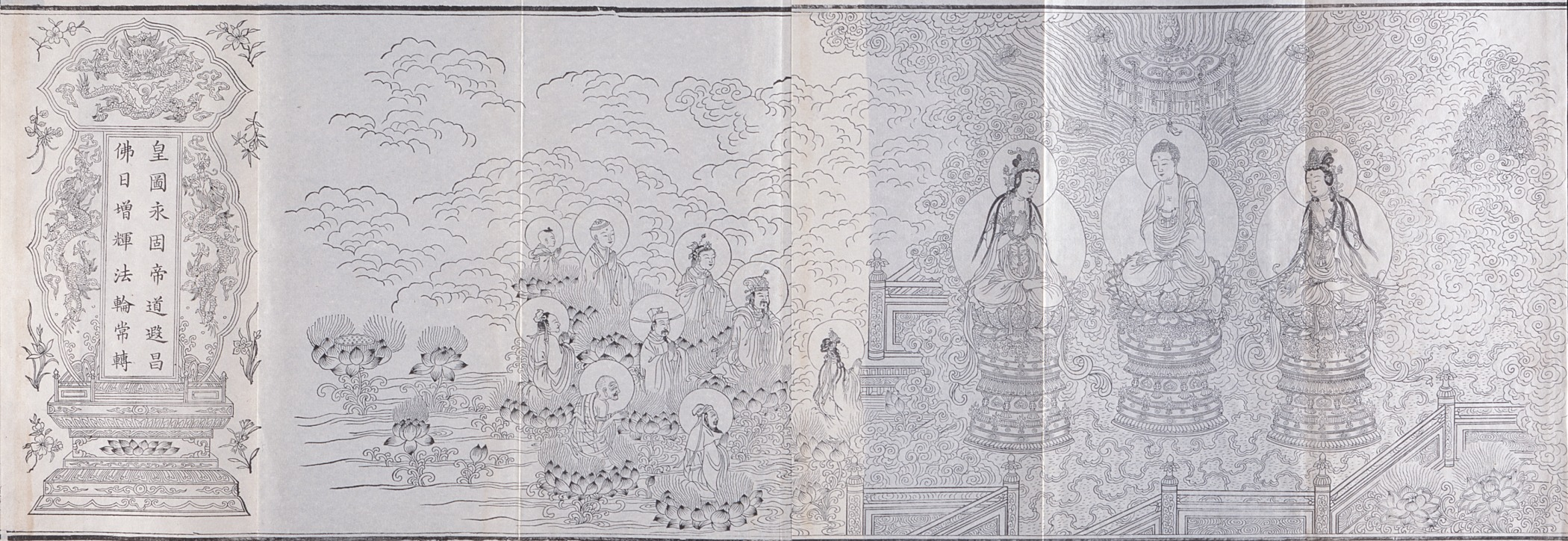
Frontispicio de las Reglas para arrepentirse y renacer en la Tierra Pura (Wangsheng Jingtu Chanyuan Yikuei), que representa seres naciendo en flores de loto.

Shandao también ofrece una interpretación innovadora de los nueve grados de renacimiento en la tierra pura que se encuentran en el Sutra de la Contemplación. Para Shandao, todos estos grados son para diferentes tipos de seres mundanos ordinarios (pṛthagjana). Esto contrasta con autores anteriores como Jingying Huiyuan y Zhiyi, que habían sostenido que los niveles superiores eran para los bodhisattvas en las etapas y los inferiores para la gente corriente.
Shandao también sostenía que todo tipo de personas podían nacer fácilmente en la tierra pura recitando el nombre de Buda. Autores anteriores como Jizang habían sostenido que incluso para nacer en los grados más bajos era necesario tener algún logro espiritual en la práctica del budismo Mahayana. Shandao sostiene que incluso aquellos que han cometido las «cinco acciones graves» (que incluyen matar a los propios padres, herir a un Buda, etc.) pueden alcanzar la tierra pura a través del poder de Buda.

### Parábola del camino blanco

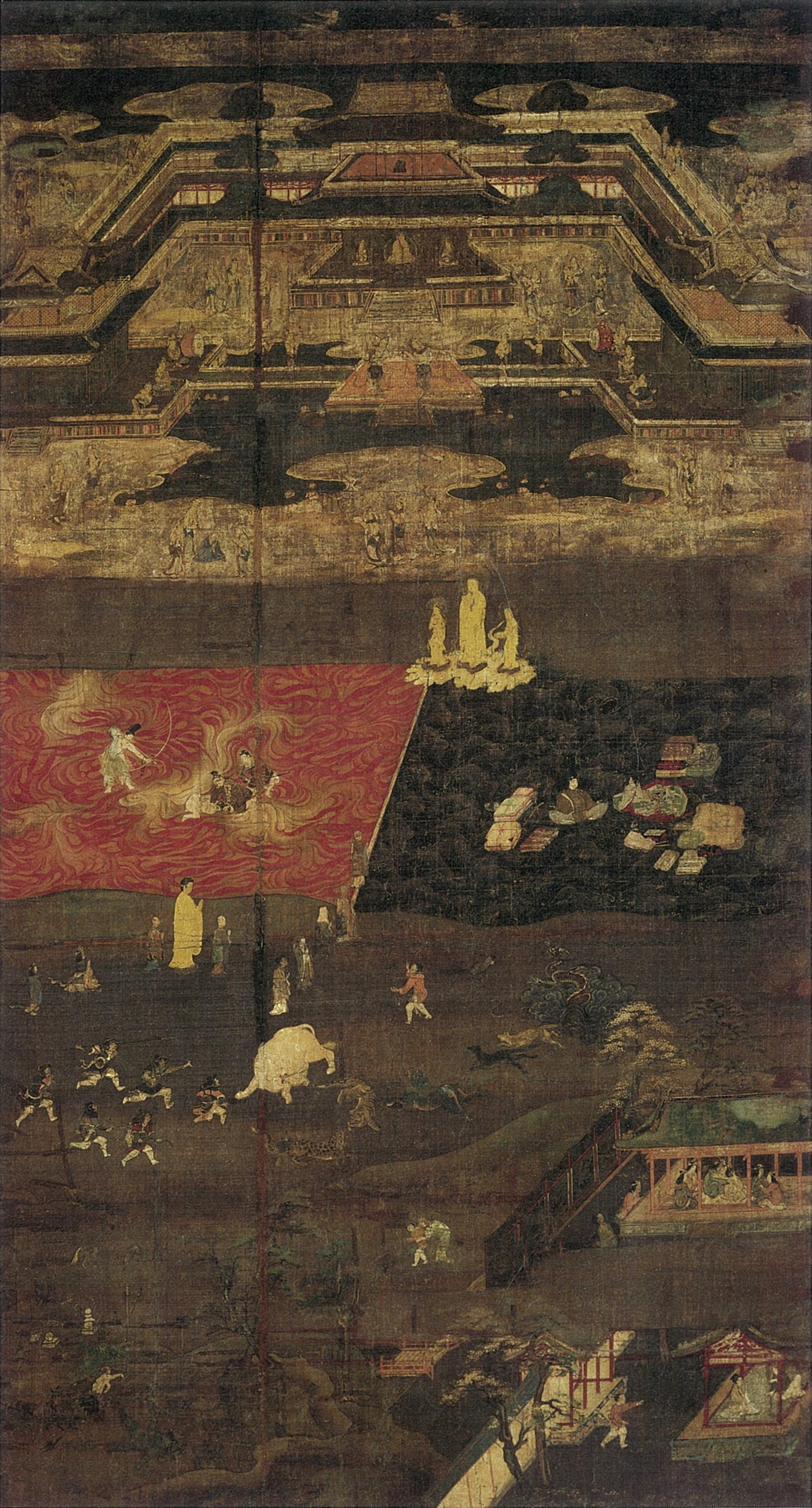
Representación del de la Parábola del camino blanco a la tierra pura de Amida (Amitābha) entre dos ríos de vicios mundanos, Museo de Arte Kosetsu.

En su Comentario sobre el Sutra de la Contemplación, Shandao describió la condición humana y el camino de la tierra pura utilizando una parábola ahora famosa conocida como la «Parábola de los dos ríos y el camino blanco» (Ch: 二河白道). Shandao describe a un hombre acosado por bandidos y bestias salvajes (que simbolizan los cinco agregados y los dieciocho dhatus) que llega a la orilla de un río. A lo largo del río hay un sendero estrecho y blanco, mientras que a un lado el río está hecho de agua agitada (que simboliza el deseo y la codicia), y al otro de fuego (la aversión, el odio). Entonces, el hombre oye una voz que le llama desde el otro lado del río, asegurándole que si cruza el sendero, estará a salvo. La voz dice: «Con firmeza de espíritu y atención correcta avanza de inmediato; ¡yo te protegeré!». Se dice que la voz del otro lado del río es el Buda Amitabha, que les guía a través del estrecho sendero blanco (que simboliza la aspiración de los fieles puros a renacer en la tierra pura), desde el samsara hasta la tierra pura (la otra orilla).

### Alcanzar el renacimiento
Según Charles Jones, Shandao concebía la posibilidad de fallar de nacer en la tierra pura «en el momento final... si personas impuras profanaban el espacio ritual y permitían la invasión de seres demoníacos».En un texto, «La Meritoria Puerta del Dharma del Samādhi que Implica la Contemplación de las Marcas Oceánicas del Buda Amitābha» (chino: 阿彌陀佛相海三昧功德法門; Pinyin: Ēmítuófó xiāng hǎi sānmèi gōngdé fǎmén), Shandao describe un conjunto específico de protocolos y prácticas rituales para ayudar a los devotos budistas moribundos a lograr una liberación exitosa de los «destinos malignos» y procurar un renacimiento exitoso en la Tierra Pura.
Al mismo tiempo, Shandao y su discípulo Huaigan enfatizaron que todos los seres ordinarios, sin importar su nivel de logro, son capaces de nacer por el poder de los votos del Buda, y que «incluso el peor malhechor podría decir el nombre del Buda y obtener acceso inmediato a una resplandeciente tierra pura inmediatamente después de la muerte».En particular, esa pronunciación es interpretada por Shandao como una invocación «al Buda Amitābha durante siete días o incluso durante un día, por tan sólo diez invocaciones orales o incluso una invocación oral o una contemplación». Como tal, para Shandao, el nacimiento en la tierra pura no era sólo para los practicantes superiores, sino para los tipos más bajos de personas que han realizado «actos insalubres: los cinco hechos abominables, los diez males y todo lo que no es bueno».
De hecho, Shandao interpreta el pasaje clave sobre el 18º voto en el Sutra de la Vida Infinita en el sentido de que cualquiera que, confiando en el Buda, recite su nombre diez veces, alcanzará el nacimiento en la tierra pura. Shandao escribe esto a pesar de que el Sutra de la Vida Infinita afirma que la tierra pura excluye a aquellos que han cometido los cinco actos atroces (matar (1) al propio padre, (2) a la propia madre, (3) a un arhat, (4) dañar el cuerpo de un Buda, (5) causar un cisma en la comunidad budista). Según Shandao, esto se debe a que la compasión y el poder infinitos de Buda salvarán a todos los seres y los llevarán a la tierra pura, incluso a aquellos que hayan cometido las peores ofensas. Por ello, no toma al pie de la letra este pasaje excluyente.

## Obras
Shandao escribió varios textos, incluidos comentarios Mahayana.

### Principales obras
Las principales obras existentes de Shandao incluyen:
El Comentario al Sūtra de la Contemplación (chino: 觀無量壽經疏; pinyin: Guān wúliàngshòu jīng shū; hepburn: Kanmuryōju kyō sho, Taishō no. 1753, en cuatro fascículos). Es la obra magna de Shandao, que contiene las principales teorías y filosofías sobre la tierra pura.
Versos de alabanza al renacimiento en la Tierra Pura (chino: 往生禮讚偈; pinyin: Wǎngshēng lǐ zànjié; hepburn: Ōjō rai sange, Taishō no. 1980, en un fascículo). Este texto trata de la práctica de la tierra pura de forma más general, así como de la práctica litúrgica. Incluye seis himnos de alabanza para cantar en seis periodos del ciclo del día y la noche.
Puerta del Dharma del Recuerdo Contemplativo (Guānniàn fǎmén, Taishō nº 1959, en un fascículo); Título completo: La Puerta del Dharma de los Méritos del Samādhi Oceánico de la Contemplación de las Marcas del Buda Amitābha (Chino: 觀念阿彌陀佛相海三昧功德法門; Pinyin: Guānniàn āmítuó fó xiāng hǎisānmèi gōngdé fǎmén; Hepburn: Kannen amida butsu sō kai sammai kudoku hōmen). Este texto explica cómo meditar en las diversas contemplaciones de Buda (guanfo samadhi) que se encuentran en el Sutra de la Contemplación y en el sutra Pratyutpannasamadhi.
Elogio de los Servicios del Dharma (chino: 法事讚; pinyin: Fǎshì Zàn; hepburn: Hōji San), título completo: Liturgia para el Rito de Desear el Nacimiento en la Tierra Pura Mediante el Canto de Sutras y la Circunambulación. Taishō no. 1979, en dos fascículos. Este texto es un manual que explica la realización de un ritual para recitar el sutra de Amitabha (junto con la confesión, la recitación de himnos y el nombre de Buda). El ritual hace hincapié en la confesión de las malas acciones pasadas y el canto de las escrituras.
Elogio de Pratyutpanna (chino: 般舟讚; pinyin: Pánzhōu Zàn; hepburn: Hanjū San, Taishō no. 1981, en un fascículo); Título completo: Himnos que alaban el nacimiento en la Tierra Pura a través de la práctica de Pratyupanna-Samadhi sobre la base del Sutra de la Meditación y otros Sutras. Se trata de otro manual ritual que se basa en el Pratyutpanna Samādhi Sūtra.

## Interpretaciones del pensamiento de Shandao
Existen diferentes interpretaciones del pensamiento de Shandao entre eruditos religiosos y seculares. Las interpretaciones modernas de Shandao a menudo se han visto influidas por las concepciones del budismo japonés. Un ejemplo de esta interpretación japonesa puede encontrarse en las obras de Ryōsetsu Fujiwara. Según Fujiwara, la obra más madura de Shandao es su comentario al Sutra de Contemplación (no todos los estudiosos están de acuerdo en esto). Fujiwara sostiene que en la fase madura de Shandao, sólo abogaba por la recitación vocal del nianfo (jp. nembutsu). Otras prácticas enseñadas en otras obras son etiquetadas como «nembutsu primitivo» por Fujiwara, quien argumenta que solo fueron practicadas por Shandao como expresión de gratitud hacia Buda (que es una idea específicamente del Jōdo Shinshū).
Sin embargo, no todos los eruditos están de acuerdo con la opinión de que Shandao consideraba la recitación vocal superior a todas las demás formas de recogimiento búdico.La obra de Julian Pas Visiones de Sukāhavatī defiende la tesis contraria, que el principal método de práctica de Shandao eran las visualizaciones contemplativas del Sutra de la Contemplación y que la recitación vocal era un elemento menor de su enseñanza utilizado como medio hábil para ciertos laicos. Pas argumenta que Shandao escribió extensamente sobre prácticas de samādhi como la visualización y la meditación indicando que estas prácticas eran centrales en su enseñanza.
Los defensores del enfoque japonés, como Jérôme Ducor, han sugerido que escritores como Pas han tergiversado las fuentes japonesas relevantes, y que el esquema de Shandao delimita claramente entre «sūtras de meditación» como el Pratyutpanna Sūtra de los sūtras que enseñan el «nacimiento en la tierra pura», entre los que se incluyen el Sūtra de la Vida Infinita, y el Amitābha Sūtra. Ducor también señala cómo el Comentario de Shandao deja clara la distinción entre el nacimiento en la tierra pura por la fe y el nianfo/nembutsu (que considera definitivo y una enseñanza «no solicitada»), de las prácticas meditativas como la visualización, que considera un medio hábil y una enseñanza impartida sólo a petición de la reina Vaidehī.
Otros estudiosos modernos presentan una visión más equilibrada, según la cual Shandao enseña la importancia tanto de la recitación vocal como de la visualización meditativa. Por ejemplo, Kenneth Tanaka escribe que para Shandao, la intención principal del sutra de la Contemplación es tanto el guanfo meditativo como el nianfo. Según Tanaka, el «nianfo» para Shandao también «incluía una amplia gama de prácticas como la “recolección” (i), la “escucha” (wen) y la “recitación oral”' (ch'eng)», a diferencia de figuras anteriores como Jingying Huiyuan, que escribió que la intención principal del Sutra de la Contemplación era sólo la visualización meditativa (guan).
El propio comentario de Shandao afirma que la esencia doctrinal del sutra de la Contemplación es tanto nianfo como guanfo. Como escribe Shandao «Considero que tanto el samadhi de mediación en Buda como el samadhi de recitación del nombre de Buda [Amitabha] son las características principales del sutra de la Contemplación».Así, según Atone, Shandao presentó ambos métodos con imparcialidad en su comentario, al tiempo que sostenía que la recitación del nombre era la práctica primordial y más importante en general.
Del mismo modo, Jérôme Ducor escribe que, aunque Shandao afirmaba que las visualizaciones del Sutra de la Contemplación eran medios hábiles enseñados a petición de Vaidehi, consideraba que el nianfo vocal era más fácil y más accesible para todos, y más importante, puesto que se enseñaba sin que se pidiera al Buda que impartiera esa enseñanza.

## Influencia

### En China
Shandao influyó en muchas figuras budistas chinas posteriores que escribieron sobre el budismo de la Tierra Pura, incluidos aquellos maestros considerados patriarcas de la Tierra Pura, como Fazhao y Wulong Shaokang. El discípulo de Shandao, Huaigan (m. 699) se convirtió en un autor influyente tras su composición del Tratado explicando una serie de dudas sobre la Tierra Pura (chː Shì jìngtǔ qúnyí lùn 釋淨土群疑論, T.1960 ) que ampliaba los puntos de vista de Shandao sobre la Tierra Pura.
El autor de la escuela Vinaya de la era Song Zhanran Yuanzhao (1048-1116) también se vio influido por el comentario de Shandao sobre el sutra de la Contemplación y se inspira en él en su propio comentario sobre este sutra.Otra figura de la dinastía Song que se inspira en Shandao es Jiedu, que defiende a Shandao en su Refutación de las nuevas críticas (Fu Xin Lun). Las obras de Shandao sobre Tierra Pura influyeron en varios autores Tiantai que escribieron sobre la práctica de la Tierra Pura.
Shandao también fue elogiado por figuras posteriores, como Yunqi Zhuhong en su Registro de Renacimiento (Wangsheng Zhuan), quien llama a Shandao «una figura que rivaliza con Avalokiteshvara o Samantabhadra, si no con el propio Amitābha»Más recientemente, el Maestro del Dharma Huijing (1950-) y el Maestro del Dharma Jingzong (1966-, Abad del Monasterio de Hongyuan) han fundado un nuevo linaje centrado en las enseñanzas de la Tierra Pura de Shandao, que se autodenomina «linaje Shandao».

### Japón

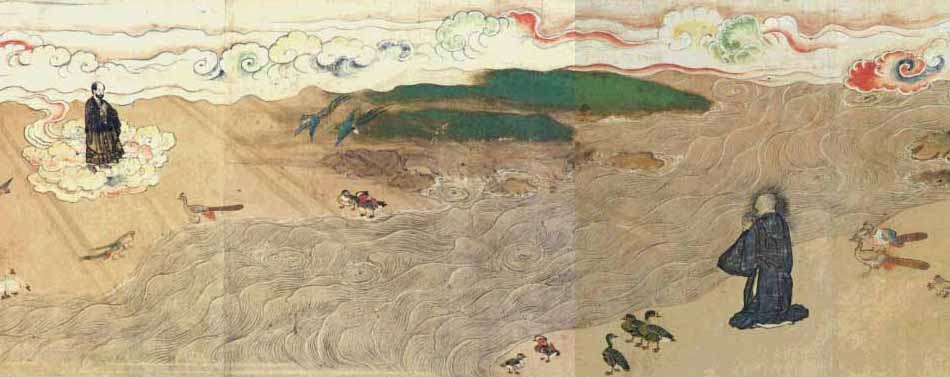
Una ilustración de Hōnen soñando con Shandao.

En las tradiciones japonesas de la Tierra Pura, como Jōdo-shū y Jōdo Shinshū, Shandao es considerado tradicionalmente como el comentarista y patriarca chino más importante. También se le considera una emanación del propio Buda Amitabha. En estas tradiciones se considera que Shandao abogó por la exclusividad del nianfo/nembutsu como práctica para buscar la salvación a través de Amitābha, lo que significa que recitar el nombre del Buda Amitābha era todo lo que se necesitaba.